# مارنوئية (غوغر)
مارنوئیة (بالفارسية: مارنوئیه) هي قرية تقع في إيران في قسم غوغر الريفي.